# Pintor de espectros

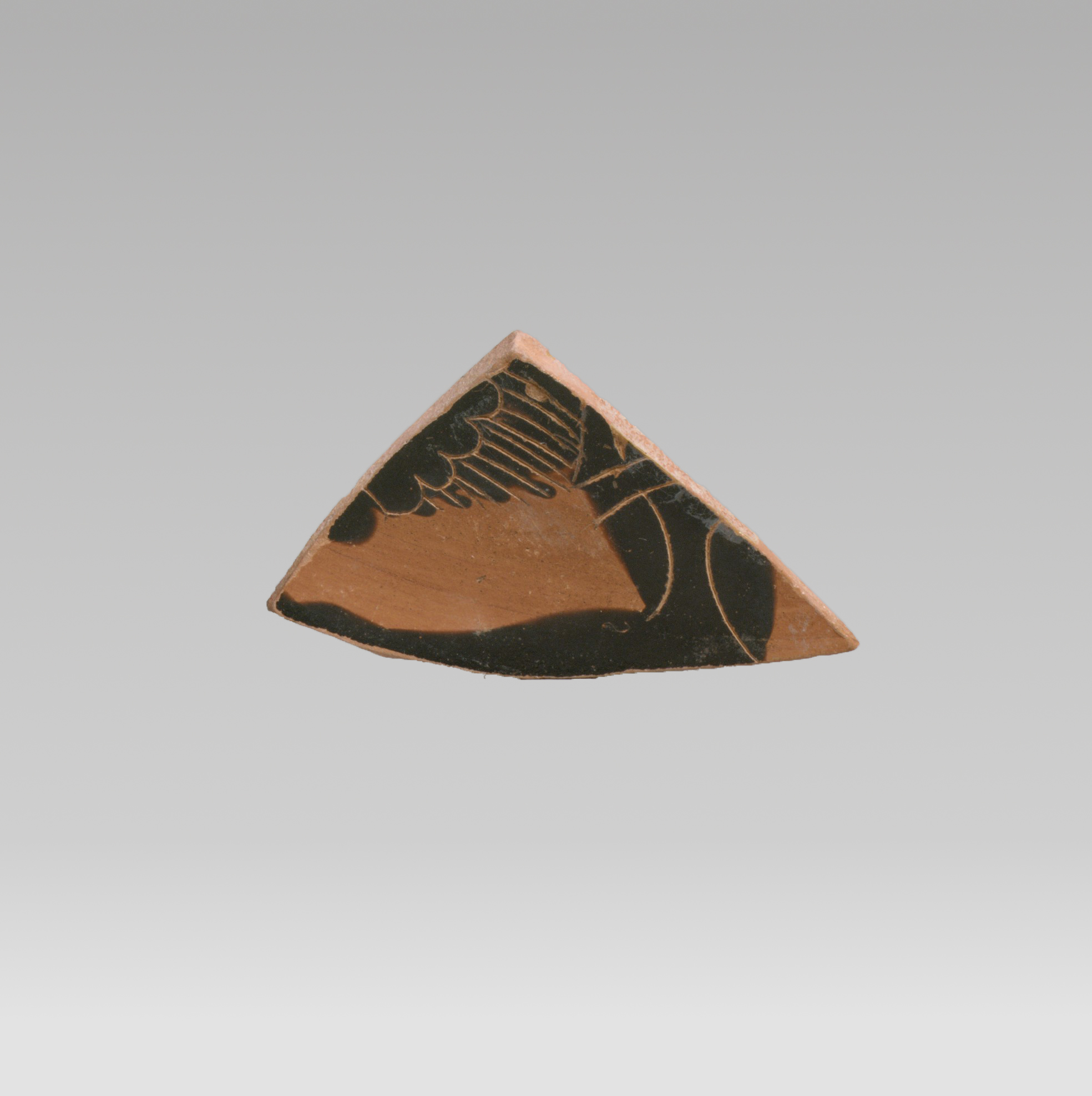
Fragmento de una copa del Pintor de espectros del tercer cuarto del que representa a una amazonomaquia; Museo Metropolitano de Arte (54.12.2).

El Pintor de espectros es un pintor de vasos áticos de figuras negras al que se le dio un nombre convenido.
El pintor fantasma (en inglés: Wraith Painter) pintaba, además de lécitos sobre todo copas Droop. Sus obras datan de después del año 540 a. C. Destacan sus frisos de figuras negras de gran calidad en la zona del asa de la copa. Es uno de los pocos artistas de este estilo que no pertenece al grupo de Rodas 12264. Recibió su nombre convenido debido a sus figuras, que a menudo parecen algo insustanciales. Pintaba una forma especial de kílix, en la que la base habitual de la copa se sustituía por las bases habituales de las copas de los pequeños maestros. A continuación, pintaba estas copas al estilo de las copas Droop. En cuanto a las lécitos, prefería la forma denominada Deyanira y los lécitos con hombros. Es similar al Pintor del olpe de Nicosia, cuyos estilos hacen gala de cierto eclecticismo. Alrededor del 500 a. C. pintó tardíamente kílices de tipo B con una banda negra encima de las asas; su esquema decorativo es igual que el de las copas de banda, pero el perfil es diferente.